# کاپرونی سی‌اچ.۱
کاپرونی سی‌اچ. ۱ (به انگلیسی: Caproni_CH.1) یک هواگرد ملخ‌پیشین تک‌موتوره از نوع جنگنده ساخت شرکت Caproni است. هواگرد کاپرونی سی‌اچ. ۱ نخستین پروازش را در مه ۱۹۳۵ میلادی انجام داد. در مجموع، تعداد ۱ فروند از این هواگرد ساخته شده‌است.
طراح این هواگرد، Antonio Chiodi بود.